# وقواق طاووسي
وقواق طاووسي (الاسم العلمي: Dromococcyx pavoninus)، هو وقواق من الإقليم المداري الجديد، يمتلك ذيل طويل ومتدرج وعرف قصير. إنه واحد من ثلاثة أنواع من الوقواق الإقليم المداري الجديد والمعروفة بأنها من متطفلات الأعشاش.